# Fujiwara no Teishi
Fujiwara no Teishi (977–1001) est l'impératrice consort de l'empereur Ichijō du Japon.
Elle est la fille ainée de Fujiwara no Michitaka (藤原道隆).
Descendance :
- Princesse impériale Shushi (脩子内親王) (997–1049)
- Prince impérial Atsuyasu (敦康親王) (999–1019)
- Princesse impériale Bishi (1001–1008)

## Source de la traduction
- (en) Cet article est partiellement ou en totalité issu de l’article de Wikipédia en anglais intitulé « Fujiwara no Teishi » (voir la liste des auteurs).